# White Island, Enderby Land
White Island är en ö i Antarktis. Den ligger i havet utanför Östantarktis. Australien gör anspråk på området. Arean är 13,0 kvadratkilometer.
Terrängen på White Island är lite kuperad. Öns högsta punkt är 256 meter över havet.